# Marathon féminin aux championnats du monde d'athlétisme 1983
Navigation
Rome 1987
L'épreuve du marathon féminin des championnats du monde d'athlétisme 1983 s'est déroulée le 7 août 1983 dans les rues d'Helsinki, en Finlande, avec une arrivée au Stade olympique. Elle est remportée par la Norvégienne Grete Waitz.

## Résultats
| Rang               | Athlète                    | Pays                 | Temps           | Notes |
| ------------------ | -------------------------- | -------------------- | --------------- | ----- |
| Médaille d'or      | Grete Waitz                | Norvège              | 2 h 28 min 09 s |       |
| Médaille d'argent  | Marianne Dickerson         | États-Unis           | 2 h 31 min 09 s |       |
| Médaille de bronze | Raisa Smekhnova            | Union soviétique     | 2 h 31 min 13 s | NR    |
| 4                  | Rosa Mota                  | Portugal             | 2 h 31 min 50 s |       |
| 5                  | Jacqueline Gareau          | Canada               | 2 h 32 min 35 s |       |
| 6                  | Laura Fogli                | Italie               | 2 h 33 min 31 s |       |
| 7                  | Regina Joyce               | Irlande              | 2 h 33 min 52 s |       |
| 8                  | Tuija Toivonen             | Finlande             | 2 h 34 min 14 s | NR    |
| 9                  | Joyce Smith                | Royaume-Uni          | 2 h 34 min 27 s |       |
| 10                 | Lyutsia Belyayeva          | Union soviétique     | 2 h 34 min 44 s |       |
| 11                 | Rita Marchisio             | Italie               | 2 h 35 min 08 s |       |
| 12                 | Debbie Eide                | États-Unis           | 2 h 36 min 17 s |       |
| 13                 | Carey May                  | Irlande              | 2 h 36 min 28 s |       |
| 14                 | Glenys Quick               | Nouvelle-Zélande     | 2 h 37 min 14 s |       |
| 15                 | Monika Lövenich            | Allemagne de l'Ouest | 2 h 39 min 19 s |       |
| 16                 | Marja Vartiainen           | Finlande             | 2 h 39 min 22 s |       |
| 17                 | Carla Beurskens            | Pays-Bas             | 2 h 39 min 25 s |       |
| 18                 | Karolina Szabó             | Hongrie              | 2 h 40 min 23 s |       |
| 19                 | Christa Vahlensieck        | Allemagne de l'Ouest | 2 h 40 min 43 s |       |
| 20                 | Magda Ilands               | Belgique             | 2 h 40 min 52 s |       |
| 21                 | Cindy Hamilton             | Canada               | 2 h 41 min 27 s |       |
| 22                 | Kathryn Binns              | Royaume-Uni          | 2 h 42 min 12 s |       |
| 23                 | Zoya Ivanova               | Union soviétique     | 2 h 43 min 27 s |       |
| 24                 | Ngaire Drake               | Nouvelle-Zélande     | 2 h 43 min 51 s |       |
| 25                 | Jill Colwell               | Australie            | 2 h 45 min 07 s |       |
| 26                 | Jackie Turney              | Australie            | 2 h 45 min 43 s |       |
| 27                 | Sinikka Keskitalo          | Finlande             | 2 h 46 min 10 s |       |
| 28                 | Dorothy Goertzen           | Canada               | 2 h 46 min 38 s |       |
| 29                 | Kersti Jacobsen            | Danemark             | 2 h 46 min 48 s |       |
| 30                 | Ilona Zsilak               | Hongrie              | 2 h 46 min 48 s |       |
| 31                 | Mieko Tajima               | Japon                | 2 h 47 min 10 s |       |
| 32                 | Tuulikki Raisanen          | Suède                | 2 h 47 min 29 s |       |
| 33                 | Jarmila Urbanova           | Tchécoslovaquie      | 2 h 48 min 28 s |       |
| 34                 | Mary O'Connor              | Nouvelle-Zélande     | 2 h 48 min 44 s |       |
| 35                 | Yuko Gordon                | Hong Kong            | 2 h 48 min 51 s |       |
| 36                 | Zehava Shmueli             | Israël               | 2 h 49 min 07 s |       |
| 37                 | Mette Holm-Hansen          | Danemark             | 2 h 49 min 43 s |       |
| 37                 | Lone Dybdahl               | Danemark             | 2 h 49 min 43 s |       |
| 39                 | Megan Sloane               | Australie            | 2 h 51 min 11 s |       |
| 40                 | Elizabeth Oberli-Schuh     | Venezuela            | 2 h 51 min 30 s |       |
| 41                 | Evy Palm                   | Suède                | 2 h 51 min 49 s |       |
| 42                 | Heidi Jacobsen             | Norvège              | 2 h 52 min 51 s |       |
| 43                 | Midde Hamrin               | Suède                | 2 h 52 min 53 s |       |
| 44                 | Deirdre Foreman-Nagle      | Irlande              | 2 h 53 min 07 s |       |
| 45                 | Iciar Martínez             | Espagne              | 2 h 53 min 24 s |       |
| 46                 | Rita Borralho              | Portugal             | 2 h 53 min 41 s |       |
| 47                 | Oddrun Hovsengen           | Norvège              | 2 h 54 min 04 s |       |
| 48                 | Maria-Luisa Ronquillo      | Mexique              | 2 h 56 min 33 s |       |
| 49                 | Rumiko Kaneko              | Japon                | 2 h 58 min 53 s |       |
| 50                 | Son Yong-Hi                | Corée du Nord        | 2 h 59 min 10 s |       |
| 51                 | Kim Myong-Suk              | Corée du Nord        | 3 h 12 min 41 s |       |
| —                  | Julie Brown                | États-Unis           | DNF             |       |
| —                  | Yueh-Mei Kao               | Taipei chinois       | DNF             |       |
| —                  | Wu Jinmei                  | Chine                | DNF             |       |
| —                  | Kandasamy Jayamani         | Singapour            | DNF             |       |
| —                  | Chantal Langlacé           | France               | DNF             |       |
| —                  | Yupin Lohachart            | Thaïlande            | DNF             |       |
| —                  | Alba Milana                | Italie               | DNF             |       |
| —                  | Charlotte Teske            | Allemagne de l'Ouest | DNF             |       |
| —                  | Marie-Christine Deurbroeck | Belgique             | DNS             |       |
| —                  | Glynis Penny               | Royaume-Uni          | DNS             |       |
| —                  | Chu Winnie Ng Lai          | Hong Kong            | DNS             |       |
| —                  | Amy Cesaretti              | Saint-Marin          | DNS             |       |

## Légende
Records et Performances
- AR : Record continental (area record)
- CR : Record des championnats (championship record)
- MR : Record du meeting (meet record)
- NR : Record national (national record)
- OR : Record olympique (olympic record)
- PR : Record paralympique (paralympic record)
- PB : Record personnel (personal best)
- SB : Meilleure performance personnelle de la saison (season's best)
- WL : Meilleure performance mondiale de l'année (world leader)
- WJR : Record du monde junior (world junior record)
- WR : Record du monde (world record)

Circonstances et Conditions
- DNF : N'a pas terminé (did not finish)
- DNS : N'a pas pris le départ (did not start)
- DQ : Disqualification (disqualification)
- NM : Aucun essai valable enregistré (No Mark)
- Q : Qualifié « directement » au prochain tour (ou à la prochaine compétition), lors d'une compétition majeure, grâce au classement ou à la réalisation des minima (automatic qualifier)
- q : Qualifié au prochain tour (ou à la prochaine compétition), lors d'une compétition majeure, grâce au repêchage ou à la réalisation de l'une des meilleures performances parmi celles des « non qualifiés directement » (grâce au meilleur temps ou à la meilleure distance par exemple) (secondary qualifier)